# О (буква виткутьского алфавита)
𐖇, 𐖮 (о, алб. 𐖮 / o; в Юникоде называется о, англ. o) — пятая буква виткутьского алфавита, разработанного между 1825 и 1845 годами Наумом Векилхарджи для записи албанского языка.

## Использование
Обозначала гласный звук [ɔ] или [o], который в современном албанском алфавите записывается буквой O o; в греческой транскрипции Векилхарджи передавал данную букву и её название как ο. В транслитерации Майкла Эверсона передаётся как O o.

## Кодировка
Кодирование буквы в Юникоде было впервые предложено Деборой Андерсон и Джейсоном Глэйви 30 ноября 2009 года, заглавной и строчной формам буквы были присвоены предварительные названия buthakukye capital letter o и buthakukye small letter o (с альтернативой в виде old albanian letter 10532 и old albanian letter 10553) и кодовые позиции U+10532 и U+10553 соответственно; они размещались во вновь вводимом блоке «Староалбанское письмо» (англ. Old Albanian), который включал, помимо виткутьского письма, также эльбансанский алфавит (Тодри) и гьирокастринский алфавит (Весо-Бея).
8 сентября 2017 года Майкл Эверсон подготовил отдельную предварительную заявку на внесение виткутьского алфавита в Юникод, где заглавной и строчной формам буквы были выделены кодовые позиции U+10587 и U+105AE и присвоены названия vithkuqi capital letter o и vithkuqi small letter o соответственно. 22 октября группа Ad hoc Консорциума Юникода рецензировала эту заявку и рекомендовала рассмотреть её Техническому комитету Юникода (UTC).
В новой заявке, поданной Майклом Эверсоном 8 июля 2020 года, названия и кодовые позиции для этой буквы не претерпели изменений. 21 июля группа Ad hoc составила рекомендации для автора заявки и постановила довести их до его сведения. В соответствии с ними Эверсон подал пересмотренную заявку 1 октября. В тот же день группа Ad hoc рекомендовала UTC одобрить внесение виткутьского алфавита в Юникод. 5 октября UTC постановил уведомить Эверсона, что они не поддерживают кодирование четырёх нововведённых букв, отсутствовавших у Векилхарджи (соответствовавших современным албанским диграфам gj, zh, rr и xh). 7 декабря Эверсон повторно пересмотрел свою заявку, однако, не исключив из неё вышеупомянутые буквы. Группа Ad hoc одобрила пересмотренную версию 14 января 2021 года, за исключением этих четырёх букв. 19 января UTC подтвердил решение группы Ad hoc.
Заглавная и строчная формы буквы были закодированы в блоке Юникода «Виткутьское письмо» (англ. Vithkuqi) в версии 14.0, вышедшей 14 сентября 2021 года, под кодами U+10587 и U+105AE соответственно.